# Brislach
Brislach (schweizertyska: Brislech) är en ort och kommun i distriktet Laufen i kantonen Basel-Landschaft, Schweiz. Kommunen har 1 730 invånare (2023).